# 軽部洋
軽部 洋（かるべ ひろし）は、日本の外交官、大使。ストラスブール総領事等を経て、最後の公務として駐コンゴ民主共和国兼コンゴ共和国特命全権大使を務め上げた。

## 経歴・人物
山形県出身。1978年東京大学法学部卒業、外務省入省。総合外交政策局原子力課国際科学協力室長、大臣官房文化交流部文化第二課長、総合外交政策局国際社会協力部地球規模問題課長を経て、1999年在オランダ日本国大使館公使。2003年在スリランカ日本国大使館公使。2006年アジア福祉教育財団難民事業本部長。
2009年ストラスブール総領事。日本原子力研究開発機構核不拡散・核セキュリティ総合支援センター上席参事を経て、2014年在カナダ日本国大使館公使兼国際民間航空機関日本政府代表部公使。2016年から駐コンゴ民主共和国兼コンゴ共和国特命全権大使を務め、エボラ出血熱流行に対する緊急援助物資の引き渡しなどにあたった。2020年12月18日、在コンゴ民主共和国兼コンゴ共和国大使を最後の公務として依願退職。

## 同期
- 宮家邦彦（キヤノングローバル戦略研究所研究主幹、立命館大学客員教授）
- 新井勉（13年駐カメルーン大使）
- 小井沼紀芳（13年駐ザンビア大使）
- 大嶋英一（12年駐フィジー大使）
- 辻優（13年駐オランダ大使・12年駐クロアチア大使）
- 水上正史（12年駐アルゼンチン大使・10年外務省中南米局長）
- 菅沼健一（12年駐ブルネイ大使・09年駐ジュネーブ日本政府代表部大使）
- 猪俣弘司（13年駐パキスタン大使・10年駐サンフランシスコ総領事）
- 貝谷俊男（13年駐グルジア大使）
- 二石昌人（13年駐ブルキナファソ大使）
- 篠原守（13年駐コスタリカ大使）
- 岡田憲治（16年駐ベネズエラ大使）
- 梅田邦夫（14年駐ブラジル大使）
- 草賀純男（13年ニューヨーク総領事）
- 松富重夫（16年駐ポーランド大使）